# Shakib Arslan
Shakib Arslan (o Chakib Arsalan, شكيب أرسلان  en árabe), (Chouf, Líbano, 25 de diciembre de 1869 - Beirut, Líbano, 9 de diciembre de 1946) fue un emir (príncipe) druso del Líbano también conocido como Amīr al-Bayān (en árabe, أمير البيان, Príncipe de la Elocuencia) a causa de sus habilidades en el campo de la oratoria política. Fue un influyente intelectual, político, escritor e historiador, y gran defensor de los principios del panislamismo preconizado por Yamal ad-Din al-Afgani y Muhammad Abduh y reflejado en las políticas del sultán otomano Abdülhamit II.
Arslan fue un acérrimo defensor del Imperio Otomano, al que consideraba garante de la unidad de la umma o comunidad islámica frente a la ocupación de sus territorios por las potencias europeas. Veía por tanto un nexo estrecho entre otomanismo e Islam y consideraba que la reforma de este último era la clave para reactivar el Imperio. 
Enviado al exilio por las autoridades francesas del Líbano, Arslan pasó la mayor parte del periodo de entreguerras en Ginebra, donde ejerció de representante oficioso de Siria y Palestina ante la Sociedad de Naciones y escribió gran cantidad de artículos para la prensa de los países árabes. Desde su exilio, Arslan inspiró muchas de las campañas antiimperialistas que hostigaron a las autoridades francesas y británicas en sus colonias de los países árabes.

## Biografía y familia
Shakib Arslan nació en el Chouf (en árabe جبل الشوف Jebel ash-Shouf), una histórica región libanesa de las montañas al este de Beirut.  El Emir gozaba de una notable importancia política en la región por su pertenencia a la familia de líderes drusos Arslan, entre los que destacan los también emires Majid Arslan, Talal Arslan y Emín Arslán. Los Arslan ejercen un tradicional liderazgo incluso hoy en día en la comunidad étnico-religiosa de los drusos, superando las fronteras políticas artificiales implantadas en el siglo XX. El origen familiar de Arslan explica en buena medida sus relaciones con la América hispánica, donde un importante número de drusos había emigrado tras la ocupación inglesa de Palestina, especialmente a Venezuela. 
La hija de Shakib Arslan, May Arslan, se casó en 1948 con el líder del pueblo druso libanés Kamal Jumblatt. Fruto de esta unión nació en Walid Jumblatt, heredero político de su padre y actual líder del Partido Progresista Socialista Libanés (Takadumi Eshtiraki), fundado por su progenitor. 
El Emir Arslan falleció el 9 de diciembre de 1946 en Beirut, a los 76 años de edad, tras un viaje por Egipto.

## Pensamiento y carrera política
Shakib Arslan perteneció a una generación importante de políticos nacionalistas árabes, que defendían la independencia árabe frente a los turcos, europeos y judíos instalados en Oriente Medio. Su pensamiento estuvo influenciado por las ideas reformistas de Al-Afghani y Muhammad Abduh (a cuyas clases asistió), se convirtió en un firme defensor de las políticas panislamistas de Abdul Hamid II y fue compañero de Rachid Rida, padre del salafismo contemporáneo de quien llegó a escribir una biografía.
Fue diputado del Gobierno otomano de 1913 a 1918, cuando Siria pertenecía a Turquía y desempeñó altos cargos políticos como el de Consejero de Yemal Pacha, Jefe Superior de las Fuerzas de Siria durante el periodo de guerra.

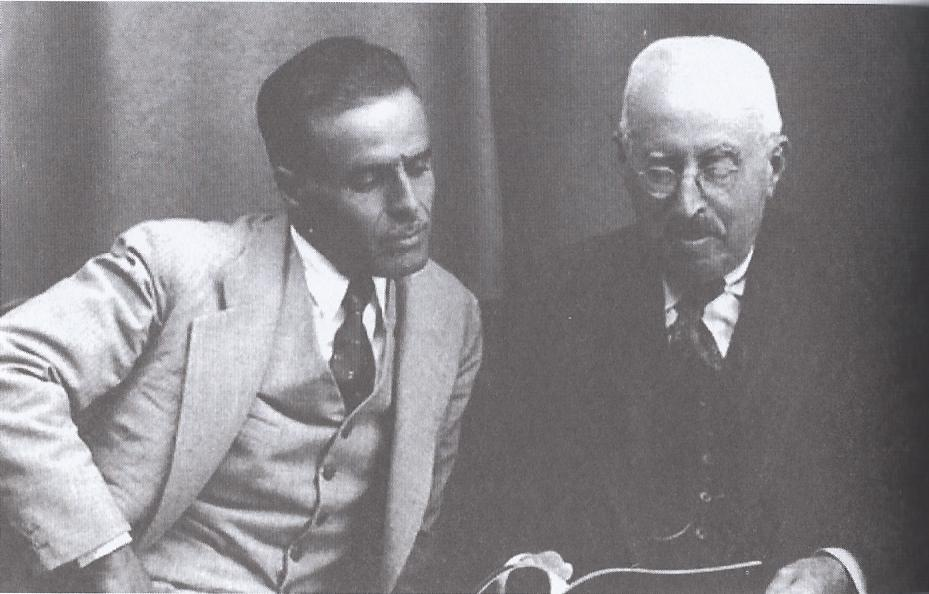
Shakib Arslan junto a Habib Burguiba en 1936.

Tras la invasión francesa del Levante y ser condenado a muerte por sus ideas independentistas, Arslan se exilió en Suiza desde donde luchó con mayor libertad y eficacia por la independencia política de los países árabes, en la Sociedad de Naciones instalada en Ginebra. Es en este organismo donde lidera la delegación permanente del Comité sirio-palestino, fundado en El Cairo en 1921. 
Por intermedio de Shakib Arslan, este Comité fue muy activo en la protesta contra el Dahir bereber en Marruecos en 1930.
Pese a que su actividad política se inclinó hacia un cierto laicismo estatal árabe dado su origen minoritario (druso), Arslan abogaba por una versión militante del Islam, cargada de significado político y moral. El islam era para él un componente esencial de la moralidad social y defendía el retorno a los valores islámicos en una época de gran incertidumbre. Por otro lado, pensaba que la solidaridad musulmana se situaba por encima de la diversidad de los pueblos islámicos y la creencia en una misma religión debía servir para unirles en la lucha contra la opresión que sufrían por parte de las autoridades coloniales y guiarles en el proceso de recuperación de su esplendoroso pasado. Su discurso, y en especial su obra más conocida, «¿Por qué quedaron retrasados los musulmanes y progresaron otros? » en la que analizaba las causas de lo que él consideraba el declive de la nación árabe y proponía una serie de remedios, tuvo mucho eco en los años veinte y treinta. 
En la actualidad, dada la reactivación de las ideas panislámicas, su obra sigue conociendo una amplia difusión.

## "La Nación Árabe"
Entre sus trabajos como escritor destacó su labor periodística, en prensa tanto árabe como europea. En marzo de 1930, Shakib Arslan lanzó junto a Ihsan Bey al-Djarbi el primer número de «La Nación Árabe», una publicación propagandística en la que ambos defendían el renacimiento de la nación árabe. En ella, Arslan y al-Djarbi llamaban a la acción a los árabes y musulmanes no solamente contra las potencias ocupantes sino también contra el proyecto sionista que amenazaba la integridad territorial de Palestina, y con ello, de la patria árabe en su conjunto. Este periódico, publicado desde Ginebra e inicialmente dirigido a los intelectuales europeos, tuvo gran éxito e influencia en los países árabes, especialmente en los líderes independentistas y nacionalistas magrebíes. 
Durante los 38 números publicados, "La Nación Árabe" recogió además alusiones al Dahir bereber, las negociaciones sobre el tratado franco-sirio de 1936, las políticas británicas en Palestina y las prácticas francesas en Argelia, la cuestión del califato, los musulmanes en los Balcanes y las glorias de la España islámica.
En diciembre de 1938 fue publicado el último número del periódico.

## Viajes y relación con España

### Viajes por España
Durante el verano de 1930, Shakib Arslan visitó España. Se trató de un viaje turístico en el que el Emir conoció particularmente la región de Alicante. El libanés veía estas tierras bajo una perspectiva patriótica, como territorios árabes (Sharq Al-Ándalus) en los que floreció la civilización árabo-islámica de A-Ándalus. Arslan relató sus impresiones de viaje en su obra magna sobre al-Ándalus, «Las lluvias suaves como la seda, sobre noticias acerca de Al-Andalus» (Al-Hulal as-Sundusiyya fî l-ajbér al-Andslusiyya), en la que invirtió los últimos quince años de su vida. En ella describió la región de norte a sur: entró en la provincia de Alicante por el Molinell y Vergel, llegó a Denia, Cocentaina, Benissa, Calpe, Altea, Benidorm y Alicante; continuó por Elche y Orihuela y finalizó en el reino de Murcia (visitando Segura, Chinchilla, Lorca, Cartagena y Murcia). Arslan pretendía crear la más amplia historia de al-Ándalus a lo largo de diez volúmenes, de los que únicamente llegaron a imprimirse los tres primeros, dedicados a su viaje por el norte de la Península, por el centro y por Sharq al-Ándalus.
También escribió «Excursión por tierras andalusíes» (Rihla ila bilad Al-Andalus) con el objetivo de recopilar nombres de familias árabes que estuvieran entroncadas con musulmanes que habitaban en el norte de África. El material que dio forma a este estudio de la historia de al-Ándalus comprendía textos árabes antiguos y estudios históricos modernos, guías y enciclopedias de actualidad sobre España y sus propios apuntes de viaje.
Shakib Arslan también trató temas andalusíes en obras como «Historia de las expediciones militares de los árabes por Francia, Suiza, Italia y las Islas del Mediterráneo»  (1933-1945) y «Anotaciones a Ibn Jaldún» (1936).
Durante uno de sus viajes por Andalucía, el Emir libanés también visitó Marruecos. En agosto de 1930 llegó a Tetuán, capital del protectorado español de Marruecos, donde recibió un homenaje de los nacionalistas marroquíes encabezados por Abdesalam Bennuna. Su visita fue seguida por la Oficina Mixta de Información, que emitió sendos comunicados sobre su presencia y actividades en Tánger y en Tetuán. En esta última ciudad fue firmado un comunicado el 18 de agosto de 1930, que recogió unas declaraciones de Arslan en las que mostraba su apoyo a España como Nación Protectora:

Las naciones progresan y se enriquecen y llegan a una brillante civilización en comercio, agricultura, ciencias y artes, y entonces surge la política. Aquí en esta tierra he podido comprobar que la Nación Protectora está haciendo mucho por aportaros los elementos que acaban de mencionarse.
Shakib Arslan, discurso en Tetuán el 18 de agosto de 1930

Y añadió:

España, ninguno de vosotros lo podéis ignorar ni negar, sabe más que vosotros, así pues recibid sin recelo esa enseñanza (…). España os quiere de verdad y es la Nación entre todas las de Europa que realmente siente hacia vosotros cariño fraternal, pues nadie puede negar que aunque el Estrecho medie entre las dos Naciones no las separa, sino que las comunica. Hay una gran afinidad entre España y Marruecos; igual es su cielo, su clima, sus árboles, sus hombres, y más que nada lo que más os une son los lazos de sangre. Estudiad vuestros apellidos y los suyos…
Shakib Arslan, discurso en Tetuán el 18 de agosto de 1930

Arslan finalizó su discurso agradeciendo la presencia en su homenaje de algunas personalidades de la Nación Protectora, «que tanto han dado relieve y esplendor al acto».

### Relación con el régimen franquista
Shakib Arslan desarrolló una "actividad política con el régimen del general Franco, en coordinación con los marroquíes". El libanés fue uno de los principales líderes del nacionalismo árabe que, en uno u otro momento, mostraron simpatía o colaboraron con los regímenes del Eje durante la Segunda Guerra Mundial, destacando por “su decidida actitud colaboracionista” y por “el prestigio que detentaba en aquellos años entre las poblaciones árabes”.
A partir del viaje en 1930 a Tánger y Tetuán, Arslan afianzó su liderazgo nacionalista convirtiéndose en el guía teórico de los grupos nacionalistas marroquíes. Estos últimos, apoyaron a los sublevados españoles, una “colaboración aireada por la prensa y radios de los alzados” que “tuvo una utilidad práctica para el bando franquista, al ser esgrimida como una permanente amenaza de disturbios en la zona de protectorado francés”.
Durante los últimos años, varios trabajos han resaltado la importancia de las tropas indígenas marroquíes para el triunfo del bando franquista en la guerra civil española. Algunos de dichos trabajos hacen alusión a la actitud que los nacionalistas marroquíes de la zona de protectorado español mantuvieron ante el alzamiento militar, asegurando que “tras unos días de indecisión, acabaron colaborando de manera decidida con las autoridades militares franquistas”.

#### Relación con otros regímenes: Italia y Alemania
El Emir druso también estaba “bien relacionado con los gobiernos de Italia y Alemania”. De hecho, en septiembre de 1939, al comienzo de la II Guerra Mundial, Arslan se trasladó a Berlín y fue nombrado consejero del departamento de propaganda árabe, recibiendo incluso el título de Ciudadano de Honor del Reich. Al final de la guerra se encontraba refugiado en Brasil, desde donde, en octubre de 1946, se trasladó a su tierra natal, muriendo en diciembre de ese año.
Shakib Arslan compartía intereses con el conjunto de nacionalistas y panarabistas de la época: “las referencias fundamentales de actuación de los líderes nacionalistas que colaboraron con el Eje eran su irrenunciable voluntad de alcanzar las independencia de los territorios árabes y el deseo de evitar la inmigración judía a tierras de Palestina”.